# Beverly Hills (Virginia Occidental)
Beverly Hills es un área no incorporada ubicada en el condado de Marion (Virginia Occidental), Estados Unidos. Está catalogada como un asentamiento humano por la Junta de Nombres Geográficos de los Estados Unidos.
El número de identificación (ID) asignado por el Servicio Geológico de Estados Unidos es 1553886.

## Geografía
Se encuentra a una altitud de 350 m s. n. m. (1148 pies) según el conjunto de datos de elevación nacional.